# Liquefação hidrotérmica
A liquefação hidrotérmica (HTL) é um processo de despolimerização térmica usado para converter a biomassa úmida em óleo bruto, às vezes chamado de bio-óleo ou biocrude, sob temperatura moderada e alta pressão. O óleo do tipo bruto (ou bio-óleo) tem alta densidade de energia com um valor mais baixo de aquecimento de 33,8-36,9 MJ/kg e 5-20% em peso de oxigênio e produtos químicos renováveis.
A reação geralmente envolve catalisadores homogêneos e/ou heterogêneos para melhorar a qualidade dos produtos e rendimentos. O carbono e o hidrogênio de um material orgânico, como biomassa, turfa ou carvão de baixa classificação (linhito) são termoquimicamente convertidos em compostos hidrofóbicos com baixa viscosidade e alta solubilidade. Dependendo das condições de processamento, o combustível pode ser usado como produzido para motores pesados, incluindo marítimos e ferroviários ou atualizado para combustíveis de transporte, como diesel, gasolina ou jet-fuel.

## História
Desde a década de 1920, foi proposto o conceito de uso de água quente e catalisadores alcalinos para produzir petróleo a partir de biomassa. Esse foi o fundamento das tecnologias HTL posteriores que atraíram o interesse da pesquisa, especialmente durante o embargo ao petróleo na década de 1970. Foi nessa época que um processo de liquefação a alta pressão (hidrotérmica) foi desenvolvido no Pittsburgh Energy Research Center (PERC) e mais tarde demonstrado (nos 100 kg/h) na Unidade Experimental de Liquefação de Biomassa de Albany, em Albany, Oregon, EUA. Em 1982, a Shell Oil desenvolveu o processo HTU™ na Holanda.  Outras organizações que já demonstraram HTL de biomassa incluem a Hochschule für Angewandte Wissenschaften Hamburg, Alemanha, a SCF Technologies em Copenhague, na Dinamarca, o Laboratório de Pesquisa em Engenharia de Água da EPA, em Cincinnati, Ohio, EUA, e o Change World Technology Inc. (CWT), Filadélfia, Pensilvânia, EUA.  Hoje, empresas de tecnologia como Licella/Ignite Energy Resources (Austrália), Altaca Energy (Turquia), Steeper Energy (Dinamarca, Canadá) e Nabros Energy (Índia) continuam a explorar a comercialização de HTL.

## Reações químicas
Em processos de liquefação hidrotermais, as moléculas de cadeia longa de carbono em biomassa são cracking térmico e oxigênio é removido sob a forma de H2O (desidratação) e CO2 (descarboxilação). Essas reações resultam na produção de bio-óleo com alta relação H/C. Descrições simplificadas das reações de desidratação e descarboxilação podem ser encontradas na literatura.

## Processo
A maioria das aplicações de liquefação hidrotérmica opera em temperaturas entre 250-550oC e altas pressões de 5-25 MPa, além de catalisadores por 20 a 60 minutos, embora temperaturas mais altas ou mais baixas possam ser usadas para otimizar gases ou rendimentos líquidos, respectivamente. Nessas temperaturas e pressões, a água presente na biomassa se torna subcrítica ou supercrítica, dependendo das condições, e atua como solvente, reagente e catalisador para facilitar a reação da biomassa ao bio-óleo.
A conversão exata de biomassa em bio-óleo depende de várias variáveis:
- Composição da matéria-prima
- Temperatura e taxa de aquecimento
- Pressão
- Solvente
- Tempo de residência
- Catalisadores

### Matéria-prima
Teoricamente, qualquer biomassa pode ser convertida em bio-óleo usando liquefação hidrotérmica, independentemente do teor de água, e várias biomassa diferentes foram testadas, desde resíduos florestais e agrícolas, lodo de esgoto, resíduos de processos alimentares a biomassa não alimentar emergente, como algas. A composição de celulose, hemicelulose, proteína e lignina na matéria-prima influencia o rendimento e a qualidade do óleo do processo.

### Temperatura e taxa de aquecimento
A temperatura desempenha um papel importante na conversão de biomassa em bio-óleo. A temperatura da reação determina a despolimerização da biomassa em bio-óleo, bem como a repolimerização em carvão. Enquanto a temperatura ideal de reação depende da matéria-prima usada, temperaturas acima do ideal levam a um aumento na formação de carvão e, eventualmente, a um aumento na formação de gás, enquanto temperaturas abaixo do ideal reduzem a despolimerização e o rendimento geral do produto.
Da mesma forma que a temperatura, a taxa de aquecimento desempenha um papel crítico na produção das diferentes correntes de fase, devido à prevalência de reações secundárias a taxas de aquecimento não ideais. As reações secundárias se tornam dominantes em taxas de aquecimento muito baixas, levando à formação de carvão. Embora sejam necessárias altas taxas de aquecimento para formar bio-óleo líquido, há uma taxa e temperatura limítrofes de aquecimento em que a produção de líquidos é inibida e a produção de gás é favorecida em reações secundárias.

### Pressão
A pressão (juntamente com a temperatura) determina o estado super ou subcrítico dos solventes, bem como a cinética geral da reação e as entradas de energia necessárias para produzir os produtos HTL desejáveis (petróleo, gás, produtos químicos, carvão etc. ).

### Tempo de residência
A liquefação hidrotérmica é um processo rápido, resultando em baixos tempos de permanência para a despolimerização. Os tempos de permanência típicos são medidos em minutos (15 a 60 minutos); no entanto, o tempo de permanência é altamente dependente das condições da reação, incluindo matéria-prima, razão de solvente e temperatura. Como tal, a otimização do tempo de permanência é necessária para garantir uma despolimerização completa sem permitir que outras reações ocorram.

### Catalisadores
Enquanto a água atua como catalisador na reação, outros catalisadores podem ser adicionados ao vaso de reação para otimizar a conversão. Anteriormente catalisadores utilizados incluem compostos inorgânicos solúveis em água e sais, incluindo KOH e Na2 CO3, bem como catalisadores de metais de transição, utilizando Ni, Pd, Pt, e Ru com suporte em ambos carbono, sílica ou alumina. A adição desses catalisadores pode levar a um aumento de 20% ou mais no rendimento de óleo, devido aos catalisadores que convertem a proteína, celulose e hemicelulose em óleo. Essa capacidade dos catalisadores de converter biomateriais que não sejam gorduras e óleos em bio-óleo permite o uso de uma ampla gama de matérias-primas.  

## Impacto ambiental
Os biocombustíveis produzidos por liquefação hidrotérmica são neutros em carbono, o que significa que não há emissões líquidas de carbono produzidas durante a queima do biocombustível. Os materiais vegetais usados para produzir bio-óleos usam a fotossíntese para crescer e, como tal, consomem dióxido de carbono da atmosfera. A queima dos biocombustíveis produzidos libera dióxido de carbono na atmosfera, mas é quase completamente compensada pelo dióxido de carbono consumido no cultivo das plantas, resultando em uma liberação de apenas 15 a 18 g de CO2 por kWh de energia produzida. Isso é substancialmente mais baixo do que a taxa de liberação de tecnologias de combustíveis fósseis, que pode variar de lançamentos de 955 g/kWh (carvão), 813 g/kWh (óleo) e 446 g/kWh (gás natural). Recentemente, a Steeper Energy anunciou que a Intensidade de Carbono (CI) de seu óleo Hydrofaction™ é de 15 CO2 eq/MJ, de acordo com o modelo GHGenius (versão 4.03a), enquanto o diesel é 93.55 CO2 eq/MJ.
A liquefação hidrotérmica é um processo limpo que não produz compostos nocivos, como amônia, NOx ou SOx. Em vez disso, os heteroátomos, incluindo nitrogênio, enxofre e cloro, são convertidos em subprodutos inofensivos, como N2 e ácidos inorgânicos, que podem ser neutralizados com bases.

## Compare com Pirólise e outras tecnologias BtL
O processo HTL difere da pirólise, pois pode processar a biomassa úmida e produzir um bio-óleo que contém aproximadamente o dobro da densidade energética do óleo de pirólise. A pirólise é um processo relacionado ao HTL, mas a biomassa deve ser processada e seca para aumentar o rendimento. A presença de água na pirólise aumenta drasticamente o calor de vaporização do material orgânico, aumentando a energia necessária para decompor a biomassa. Os processos típicos de pirólise requerem um teor de água inferior a 40% para converter adequadamente a biomassa em bio-óleo. Isso requer um pré-tratamento considerável de biomassa úmida, como gramíneas tropicais, que contêm um teor de água de 80 a 85%, e ainda mais tratamento para espécies aquáticas, que podem conter um teor de água superior a 90%.

O óleo HTL pode conter até 80% do conteúdo de carbono da matéria-prima (passagem única).  O óleo HTL tem um bom potencial para produzir bio-óleo com propriedades de "drop-in" que podem ser distribuídas diretamente na infraestrutura de petróleo existente.